# Кућа Павла Станића
Кућа Павла Станића у Шапцу, у улици Господар Јевремовој бр. 21 као непокретно културно добро има статус споменик културе од великог значаја.
Кућу је подигао 1910. године за своје потребе Павле Станић, шабачки сарач и седлар. До Првог светског рата ту је становао и имао своју радњу. Кројач Јовиша Станишић купује кућу 1927. и у њој држи своју радионицу скоро пола века. Ово је један од најлепших примера сецесије у Шапцу.